# がきデカ
『がきデカ』は、山上たつひこによる日本の漫画作品。『週刊少年チャンピオン』（秋田書店）にて、1974年44号から1980年52号まで連載された。1990年3月時点で単行本の累計発行部数は3000万部を突破している。
1970年代後半、少年チャンピオンの発行部数が一時的に少年ジャンプを抜きナンバーワンになった時の起爆剤的存在の漫画である。
1989年にテレビアニメ化。ほぼ同時にOVAも作られているが、双方で制作会社と出演声優が異なる。

## 作風
『がきデカ』の面白さは、当時のギャグ漫画としては例のなかった劇画調の画風に依るところが大きい（「死刑!」などの特徴的かつ下品な動きや、女性キャラの肉感的なエロス、頻繁に登場する動物たちの間抜けさ、などなど）。従来のギャグ漫画が「意味」で笑いを作っていたのに対し、劇画調の画風でくだらないことをやって面白さを伝えるのは画期的であった。
こまわり君が他の動物などに変身（メタモルフォーゼ）したのち、従来のギャグ漫画ならすぐ元の姿に戻っていたのだが、『がきデカ』では変身した姿のまま物語が暴走することが多い。この点も、従来のギャグ漫画にない画期的な点であり、文芸評論家の渡部直己が、そのデビュー時の論文でテキスト論的な指摘をした。
ブームが落ち着いた頃に鴨川つばめの『マカロニほうれん荘』が連載開始。登場人物が変身したまま物語が暴走する特徴も『がきデカ』と共通しており、作者はライバル視していた。そのせいか絵のタッチが鴨川つばめに酷似し始め、作中において西城やモモちゃん、ジュンちゃんまでもが目玉が大きく3頭身のいびつなキャラとなってしまった時期もある。

## 連載終了とその後
大人気作ゆえ作者は連載中にかなり精神的に追い詰められていたらしく、チャンピオン編集長を呼びつけて嫌味を言ったり、仕事場へ訪ねてきた小学生を怒鳴って追い返したりしており、後に「大人気なかった」「申し訳ないことをした」と述懐している。
『チャンピオン』連載当時の最終回は、通常の一話読み切り形式で、一見すると最終回とは全く解らない話になっている。これは作者が「連載を打ち切らせてほしい」と編集部へ申し出た際、当時の編集長から「いつでも連載を再開できる形で終わらせてほしい」と頼まれ、そのような形になった、とのエピソードがある。1989年にアニメ化された際に、並行して『週刊少年チャンピオン』誌上において月1連載で全12話の“完結編”『がきデカファイナル』が連載された。作者は意図的に当時の画風に合わせて描いており、「あまりにも連載当時と変わらない」と言われた。最後はこまわり君が僧衣を纏い、種田山頭火の句と共に放浪の旅に出て完結となった。
作者の断筆宣言・小説家への転向により、その後一切こまわり君が描かれることはなかったが、2004年に『ビッグコミック』（小学館）誌上にて江口寿史、泉晴紀、元アシスタントの田村信をアシスタントに従え、2話読み切りの続編『中春こまわり君』（ちゅうしゅんこまわりくん）が掲載された（詳細は#中春こまわり君を参照）。
2006年、同誌で3話完結の続編を発表。2008年1月に同誌にて再び集中連載され、こまわりの両親が登場。ここまではほぼ2年に1回のペースだったが、同年10月より新作を発表。2009年1月、小学館より単行本第1巻が発売される。
2009年5月に再度新作を発表。同時期に『少年チャンピオン』創刊40周年記念企画として、同誌19号に『がきデカ』の描き下ろし新作「他人のメシはうまいのじゃっの巻」を掲載。ここでは『中春こまわり君』のキャラクターが『がきデカ』のキャラクターを演じる、という形式を取っている。2010年4月、『中春こまわり君』単行本第2巻が発売された。「他人のメシはうまいのじゃっの巻」は、2010年発売の単行本『週刊少年チャンピオン40th 創刊40周年記念特別編集』（秋田書店）に、他の作家陣の40周年記念漫画と併せて収録されている。

## 登場人物

### こまわり君
声 - 三ツ矢雄二（テレビ版） / 千葉繁（ビデオ版）　/ 富田耕生（ラジオドラマ版）
日本初の少年警察官。東京都練馬区在住。最寄り駅は保谷駅。高島平近辺に所在するらしい、警視庁ねこ自慢警察署所属。名前の由来は、「小さなおまわり（巡査）」から。連載当時は苗字は不明であったが、『中春こまわり君』で「山田こまわり」と判明する。
2頭身（連載当初はもう少し大きかった）で、下膨れな顔。頬の中には白菜や縄がすっぽり入る。いつもバカでかい警察の制帽をかぶっており、ランニングシャツと派手な水玉模様のネクタイに制服風のズボンを着用している。第1話にて「夏休みを利用して警察学校に通い、日本で初めての少年警察官になった」と発言しているが、その経緯は作中で語られていない。警察官としての資格だけでなく、シロアリ防除士の資格も持っていることが後に判明している。
変態性欲の持ち主、かつややこしい（この作品世界での「いやらしい」を指す語）性格で、極度に興奮するとタマキンがゴムタイヤを溶かすほどの高熱を発する。タマキンがロープのようになったり、合いカギに変形したり、プロペラのように回して空を飛んだりとタマキンはこの漫画で重要な役目を持つが、エロの要素は少ない。
特技は「死刑!」「あふりか象が好きっ!」「八丈島のきょん!」などの意味不明なギャグ全般と、動物との会話、そしてセクハラ。こまわりの母親も含む周囲の女性は、ことごとくその餌食にされている。「こまわり七変化」と称して、人間や動物はおろか虫にさえ化けることもできるが、下膨れの顔と2頭身という外見のシルエットだけは変わらないのでバレバレである。よく化けるのは、周囲の人間や熊・象・豚・猫などの哺乳類、加藤茶風のハゲオヤジなど。
学業の成績は非常に悪い。栃の嵐の経営する犬猫専門の学習塾に通うものの、授業内容についていけず、更にレベルの低い塾へ転入している。
1975年に葡萄畑というバンドが『恐怖のこまわり君』（作詞 - 山上たつひこ / 作曲 - 青木和義）という曲をポリドール（現・ユニバーサル ミュージック）から発売し、ヒットした。原作5巻に歌詞が掲載されている。
外見・性格ともに、同作者の短編ギャグ漫画『さるとび佐助』の主人公がほぼ転用されている。

#### ギャグ一覧

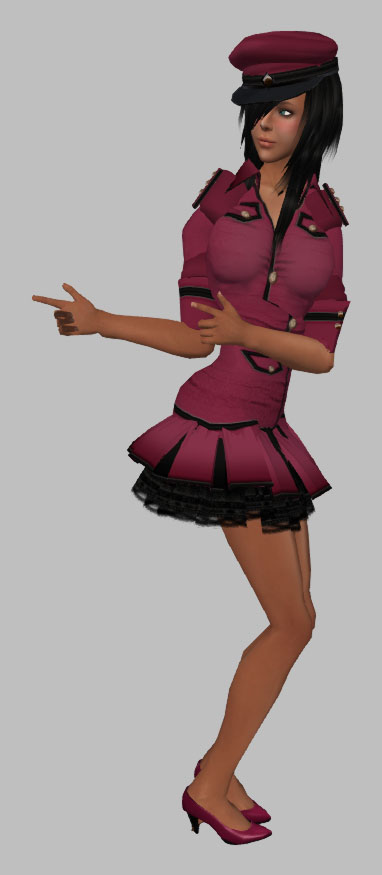
「死刑」

基本的にそれぞれのギャグにはポーズがある。文章で説明するのは極めて困難だが、たとえば「死刑!」のポーズは、以下に従ってもらうと再現することができる。
1. ダンディ坂野の「ゲッツ!」のポーズをする。
2. 体は動かさずに、首を右または左に回し、腕もその方向を指差すように平行移動させる。
3. 最後に尻もそちらの方向を向くようにする。

- 「死刑!」
- 「ずるむけあかちんこ」
- 「んが!」
- 「んぺと」（腕で力こぶを作る様に大腿二頭筋を盛り上げる）
- 「あふりか象が好きっ!」
- 「八丈島のきょん!」
- 「職務と本能はちがうもーん」
- 「モモちゃん、モモちゃん、これこれ」
- 「はがゆい、はがゆい、博多人形～」
- 「温泉こけし～」（この状態のこまわり君（特に尻）は周りの人物にぶつけられることが多い）
- 「鶴居村にツルが来るぅ～」
- 「白クマ黒クマ白クマクマ、赤ブタ青ブタ赤ブタブタ」
- 「お兄さんではない、実はお姉さん」
- 「制裁をくわえる」
- 「じわぁー」
- 「くっきり」（ズボンを引っ張り、タマキンの形を浮き上がらせる）
- 「おしり段違い」
- 「銀座ワシントン靴店社長の顔～」
- 「練馬名物股座納豆」「練馬名物あやつり納豆」
- 「イヨマンテの夜」
- 「ぺぽかぼちゃ～」「千両二号～」（倉田まり子や松田聖子を見て。勃起した男性自身のメタファーである）
- 「うし時きょん分きつね秒」（「動物時計」。他に「●時◎分○秒」で派生バリエーションあり）
- 「禁じられた ゼ ゼットォ～」
- 「にゃおんのきょうふ」
- 「くまかかか」
- 「えいっ、とても珍しいニホンカモシカのおしりっ」（下半身がニホンカモシカっぽくなり、相手に尻を見せつける。カモシカ以外のバリエーションあり）
- 「男がパンツを脱ぐ時!!」「ときめきの午後ー!!」（亀吉とのかけ合いで下のフレーズへ）
- 「ヒューマンライフこまわり君 海岸通りの糖尿病!!」（当時の化粧品CMのもじり。友人2人と展開する）
- 「あ〜かい あ〜かい おなごの下着、下着の中は、そうぞう、そうぞう」
- 「なにぬね ねの字の ねこ自慢～～～～ はひふへ ほの字で ほくろ自慢～～ ねえ～～～こ ねこねこ ねこ自慢～～～っ 高島平のねこ自慢ンン～～～～」

### その他の登場人物
特に区別せずに記述しているものは、テレビ版のみのキャストを指す。
西城 ヨシオ（さいじょう -）
声 - 古谷徹 / 佐々木望（ビデオ版） / 曽我部和恭（ラジオドラマ版）
こまわりの同級生。西城秀樹がモデル。通称「西城くん」。ハンサムで学業もスポーツも万能な優等生の少年。本作の主要ツッコミ役だが、時にはかなりのボケをやることもあり、特に「ファイナル」ではこまわりにすら引かれるほどの暴走を見せたことも。「中春こまわり君」では「西城良夫」。
木の内 モモ子（きのうち モモこ）
声 - 江森浩子 / 水谷優子（ビデオ版） /潘恵子（ラジオドラマ版）
こまわりの同級生。山口百恵がモデル。通称「モモちゃん」。実家は洋裁店を経営する母親と兄・妹のジュンとの母子家庭で、西城くんのガールフレンド。黒髪のショートヘアで、基本的には真面目な性格の優等生。ツッコミ役が多い。
みんなでピクニックに行った際、オオサンショウウオのいる洞窟で遭難した時は、新聞に「木ノ内モモエ」と書かれていた。
木の内 ジュン（きのうち ジュン）
声 - 鳥飼真己子 / 松井菜桜子（ビデオ版） / 田中真弓（ラジオドラマ版）
こまわりの同級生。風吹ジュンがモデル。通称「ジュンちゃん」。モモちゃんの双子の妹。明るい髪色のロングヘアーで、成績は中位。モモちゃんよりも軽めの性格で、軽いボケ役的存在として、こまわりに同調することがたまにある。
福島（ふくしま）
声 - 塩屋浩三
こまわりの同級生で魚屋「魚福」の息子。作者のアシスタントがモデルで、こまわり曰く「がばっとしたゴリラ男」。寒中水泳の授業中に全身火傷を負うという変わった経歴がある。こまわり程ではないが成績はあまり良くない。
亀吉（かめきち）
声 - 龍田直樹
こまわりの同級生。モデルは池田亀太郎。鼻の穴を中心に個性的な顔立ちをしており、奇妙なポーズをとりながら話すなど変人っぽいが、性格は至ってまじめな常識人。実家は銭湯を経営。
岬（みさき）
声 - 拡森信吾
こまわりの同級生。一時期父親の仕事の都合でアメリカへ行っており、そこでボクシングを習っていた。
竹所（ちくしょ）
暴力団の組長の息子。弱い者いじめとして相手を骨折させたり小学生でありながら飲酒を行うなど不良生徒だが、一方で表彰目当てに夜の見回りに参加したり花壇づくりに参加したりと小学生らしい一面も。
あべ 美智子（あべ みちこ）
声 - 勝生真沙子 / 松井菜桜子（ビデオ版） / 三好美智子（ラジオドラマ版）
逆向小学校に勤務する若い女教師で、こまわりの担任。あべ静江がモデル。毎回のように起きるこまわりのセクハラや奇行に頭を痛めている。しかし本人も相当な変わり者で、教師としての自覚が足りないと生徒から言われることも。
第1話での担任教師は別人の女性となっており、彼女が登場するのは第3話からとなる。
清治（せいじ）
声 - 難波圭一 / 井上真樹夫（ラジオドラマ版）
あべ先生の婚約者。サラリーマンで登場時は大抵スーツ姿。あべ先生との「最後の一線」をなかなか越えられない。あべ先生とは仲が良いが、時々喧嘩したり、あべ先生のワガママにキツく当たることもある。
義一（ぎいち）
声 - 田の中勇 / 西村知道（ビデオ版） / 青野武（ラジオドラマ版）
こまわりの父。「昭和生命」に勤務する平凡なサラリーマンで、基本的には常識人だが、自宅に持ち帰った社の業務書類を前に花笠音頭を踊ったり、流し台で体を洗うなどの奇行も見られる。「中春こまわり君」では「山田常雄」。
としえ
声 - 向井真理子 / 一城みゆ希（ビデオ版） / 増山江威子（ラジオドラマ版）
こまわりの母。専業主婦でなかなかの美人。一見常識人だが、的外れなことを平気で言ったり、金にがめつい面も。
モモ子・ジュンの母
声 - 増山江威子 / 一城みゆ希（ビデオ版）
夫に先立たれ、女手一つで「木の内洋裁店」を経営して三人の子供を育てている。こまわりにとっては恰好のセクハラの標的であるが、こまわりを天敵のように恐れており、こまわりの下品攻撃にモモ子が反撃するのが定番の展開となっている。
木の内 文夫（きのうち ふみお）
モモ子とジュンの兄。連載初期のみ登場したためアニメには未登場。短髪で、筋骨たくましいマッチョ青年。彼の腕っ節を恐れるこまわりのおだてを額面どおり信じ込む、単細胞な性格。
西城 正直（さいじょう まさなお）
声 - 平野正人
西城ヨシオの父。パイプを愛用するダンディな小説家。妙にこまわりと息が合い、一緒にボケ役に回ることもしばしば。
西城 雪子（さいじょう ゆきこ）
声 - 高木早苗
ヨシオの母。眼鏡をかけた専業主婦。しょっちゅう夕飯をたかりに来るこまわりに手を焼いている。
猫又刑事
雪国である某県警察の、かめはまんねん警察署に所属する刑事。顔のパーツは猫そのもの。雪国から東京に凶悪犯を護送する任務で警視庁から派遣されてきたこまわりと同行する予定であったが、結局こまわりが東京まで凶悪犯に護送されるハメになった。当初は一話のみのゲストキャラであったが、後にこまわり達の住む区域の警察署へ転勤となり、準レギュラーとなる。
栃の嵐（とちのあらし）
声 - 龍田直樹 / 二又一成（ビデオ版） / 玄田哲章（ラジオドラマ版）
元野良犬。犬猫進学塾を経営して大成功を収め、資産家として街の名士の座に収まる。
野良犬時代はこまわりの忠犬として彼を背中に乗せるなどすることもあったが、資産家として成功してからはこまわりやその一家に金を貸すなど立場は逆転している。
犬でありながら人間の女性に恋することが多く、一時期はモモちゃんに惚れていたりあべ先生と付き合っていたこともある。
栃の介（とちのひかり）
声 - 冬馬由美
栃の嵐の息子。犬猫大学の建築科に入学し、将来は建築や都市計画事業に取り組む夢を持つ。
練馬変態クラブ
（変態クラブへあなたも入りませんか？）などと言いながらブリーフ一枚の姿で突如ポーズをとりながら現われるボディビル風のムキムキマッチョな三人組。当然ながら皆に変態扱いされている。

## 書誌情報
- 山上たつひこ 『がきデカ』 秋田書店〈少年チャンピオン・コミックス〉 全26巻
  1. 1975年3月20日発売[6]、ISBN 4-253-03264-8
  2. 1975年4月25日発売[7]、ISBN 4-253-03265-6
  3. 1975年8月7日発売[8]、ISBN 4-253-03266-4
  4. 1975年11月4日発売[9]、ISBN 4-253-03267-2
  5. 1976年1月28日発売[10]、ISBN 4-253-03268-0
  6. 1976年3月26日発売[11]、ISBN 4-253-03269-9
  7. 1976年8月12日発売[12]、ISBN 4-253-03270-2
  8. 1976年11月25日発売[13]、ISBN 4-253-03271-0
  9. 1977年2月24日発売[14]、ISBN 4-253-03272-9
  10. 1977年5月31日発売[15]、ISBN 4-253-03273-7
  11. 1977年7月27日発売[16]、ISBN 4-253-03274-5
  12. 1977年10月20日発売[17]、ISBN 4-253-03275-3
  13. 1978年2月22日発売[18]、ISBN 4-253-03276-1
  14. 1978年6月8日発売[19]、ISBN 4-253-03277-X
  15. 1978年8月3日発売[20]、ISBN 4-253-03278-8
  16. 1978年11月7日発売[21]、ISBN 4-253-03279-6
  17. 1979年3月16日発売[22]、ISBN 4-253-03280-X
  18. 1979年7月24日発売[23]、ISBN 4-253-03281-8
  19. 1979年9月18日発売[24]、ISBN 4-253-03282-6
  20. 1980年1月10日発売[25]、ISBN 4-253-03283-4
  21. 1980年3月25日発売[26]、ISBN 4-253-03284-2
  22. 1980年6月19日発売[27]、ISBN 4-253-03285-0
  23. 1980年9月17日発売[28]、ISBN 4-253-03286-9
  24. 1980年11月7日発売[29]、ISBN 4-253-03287-7
  25. 1981年2月10日発売[30]、ISBN 4-253-03288-5
  26. 1981年3月11日発売[31]、ISBN 4-253-03289-3

- 山上たつひこ 豪華版『GAKIDEKA』 秋田書店 全4巻
  1. 1988年4月1日発売 ISBN 4-253-09985-8
  2. 1988年12月1日発売 ISBN 4-253-09986-6
  3. 1989年3月1日発売  ISBN 4-253-09987-4
  4. 1989年11月1日発売 ISBN 4-253-09988-2

- 山上たつひこ 『がきデカ ファイナル』 秋田書店 全1巻

1991年2月25日発売 ISBN 4-253-10230-1
- 山上たつひこ 著者自選ベスト『がきデカ』 双葉社〈アクションコミックス〉 全3巻
  1. 1992年11月28日発売 ISBN 4-575-99024-8
  2. 1992年12月28日発売 ISBN 4-575-99025-6
  3. 1992年12月28日発売 ISBN 4-575-99026-4

- 山上たつひこ『がきデカ』 秋田書店〈秋田文庫〉 全2巻
  1. 1995年7月10日発売[32]、ISBN 978-4-253-17136-6
  2. 1995年7月10日発売[33]、ISBN 978-4-253-17137-3

- 山上たつひこ自選傑作集 『ベスト・オブ・がきデカ』 宝島社 全1巻

2003年9月15日発売 ISBN 4-7966-3553-X
- 山上たつひこ『がきデカ THE BEST』 小学館クリエイティブ 全3巻
  1. 2008年12月27日発売[34]、ISBN 978-4-7780-3103-9
  2. 2009年2月1日発売[35]、ISBN 978-4-7780-3104-6
  3. 2009年2月27日発売[36]、ISBN 978-4-7780-3105-3

## テレビアニメ
1989年10月16日から1990年3月26日にフジテレビなどで放映。
キー局では平日17時30分に新設された日替わりのアニメ枠『ティーンズゴールデンタイム』での放送となったが、ローカルセールス枠のため大半の地域では未放送または遅れネットとなった。
テレビ放映にあたり、放送コードによる規制への配慮から原作で見られた過激な下ネタ的表現は抑えられた。

### スタッフ
- 原作 - 山上たつひこ
- 企画 - 清水賢治、立川善久（フジテレビ）、若菜章夫（スタジオぎゃろっぷ）
- 監督・音響監督 - 山田雄三（音響監督は馬場健名義）
- 総作画監督 - 榎本たけあき
- 美術監督 - 小林七郎
- 撮影監督 - 清水泰宏
- 音楽 - 増田俊郎 、松井忠重
- 音楽制作 - ギャピー・オフィス
- アシスタントプロデュサー - 山崎立士（NAS）、和崎伸之（スタジオぎゃろっぷ）
- プロデューサー - 堀内孝（NAS）、徳永元嘉（スタジオぎゃろっぷ）
- 美術設定 - 加藤賢司
- 音響プロデューサー - 原田一男
- 演技事務 - 青二企画
- 制作デスク - 大塚義雄
- 編集 - 瀬山武司
- 現像 - 東京現像所
- 製作協力 - NAS
- 製作 - フジテレビ、スタジオぎゃろっぷ

### 主題歌
いずれも作詞は紅玉、作曲・編曲はりゅうてつし。
「こまわり・MAM-BO」
三ツ矢雄二によるオープニングテーマ。
「わたし・プルプル・未体験」
鳥飼真己子によるエンディングテーマ。

### 各話リスト
| 回 | サブタイトル                      | 脚本     | 絵コンテ   | 演出       | 作画監督     | 放送日          |
| -- | --------------------------------- | -------- | ---------- | ---------- | ------------ | --------------- |
| 1  | んぺと!こまわりくん登場!!         | 柳川茂   | 辻初樹     | 辻初樹     | 榎本たけあき | 1989年 10月16日 |
| 1  | 楽しい授業参観!んが!!             | 柳川茂   | 辻初樹     | 辻初樹     | 榎本たけあき | 1989年 10月16日 |
| 2  | タマキンパワーで体力テスト        | 柳川茂   | 辻本悠     | 岡田聡     | 湖川友謙     | 10月23日        |
| 2  | 闘犬は犬とうちがいじゃ!!          | 柳川茂   | 辻本悠     | 岡田聡     | 松本勝次     | 10月23日        |
| 3  | アナコンダでニゲコンダ            | 三井秀樹 | 落木正文   | 落木正文   | 中村旭良     | 10月30日        |
| 3  | 顔面ペイントで変身じゃ!!          | 三井秀樹 | 池中筒彦   | 落木正文   | 中村旭良     | 10月30日        |
| 4  | 少年警察官はつらいのよ            | 荒川稔久 | 藤森一真   | 桜井弘明   | 中村旭良     | 11月6日         |
| 4  | テストで遭難じゃ!!                | 荒川稔久 | 藤森一真   | 桜井弘明   | 中村旭良     | 11月6日         |
| 5  | 少年野球で珍チンプレイ            | 柳川茂   | 辻初樹     | 辻初樹     | 榎本たけあき | 11月13日        |
| 5  | 一人暮らしは危険じゃ!!            | 柳川茂   | 辻初樹     | 辻初樹     | 榎本たけあき | 11月13日        |
| 6  | 居候は男心がウキ・ウキ?!          | 三井秀樹 | 池中筒彦   | 仲村時次郎 | 湖川友謙     | 11月20日        |
| 6  | 芸術鑑賞はペタリンコ?!            | 三井秀樹 | 落木正文   | 仲村時次郎 | 湖川友謙     | 11月20日        |
| 7  | 出た!驚異のタマキンパワー!!       | 三井秀樹 | 家本泰     | 岡田聡     | 松本勝次     | 11月27日        |
| 7  | わが子いとしや栃の嵐!             | 三井秀樹 | 家本泰     | 岡田聡     | 松本勝次     | 11月27日        |
| 8  | 危ない美少女に御用心!!            | 柳川茂   | 青山弘     | 佐々木裕之 | 半田由利     | 12月4日         |
| 8  | チョッキンナで精神統一!!          | 柳川茂   | 青山弘     | 佐々木裕之 | 半田由利     | 12月4日         |
| 9  | 飛べ!ラジコンこまわり!!           | 三井秀樹 | 藤森一真   | 松井仁之   | 大宅光子     | 12月11日        |
| 9  | 友情の押し売りは亀の湯で!!        | 照井啓司 | 藤森一真   | 松井仁之   | 大宅光子     | 12月11日        |
| 10 | クリスマスなんか大嫌い!!          | 三井秀樹 | 日巻裕二   | 日巻裕二   | 佐藤好春     | 12月18日        |
| 10 | お歳暮はジングルベルにのって!!    | 照井啓司 | 日巻裕二   | 日巻裕二   | 佐藤好春     | 12月18日        |
| 11 | 年の初めの抱負合戦!?              | 柳川茂   | 家本泰     | 岡田聡     | 松本勝次     | 1990年 1月8日   |
| 11 | おせち料理は父ちゃんの味!!        | 柳川茂   | 家本泰     | 岡田聡     | 松本勝次     | 1990年 1月8日   |
| 12 | 珍技!? こまわり式スケート術!!     | 照井啓司 | 湖川友謙   | 湖川友謙   | 湖川友謙     | 1月15日         |
| 12 | タマキン出しても火事だすな!!      | 照井啓司 | 湖川友謙   | 湖川友謙   | 湖川友謙     | 1月15日         |
| 13 | あたしみだらな冬山登山家!!        | 三井秀樹 | 仲村時次郎 | 池中筒彦   | 榎本たけあき | 1月22日         |
| 13 | スカートの中は神秘が一杯!!        | 三井秀樹 | 落木正文   | 池中筒彦   | 榎本たけあき | 1月22日         |
| 14 | おとめ心は複雑なのじゃ!?          | 柳川茂   | 日巻裕二   | 日巻裕二   | 半田由利     | 1月29日         |
| 14 | 女子大生で気分転換じゃ!?          | 柳川茂   | 日巻裕二   | 日巻裕二   | 半田由利     | 1月29日         |
| 15 | 熱闘！バレンタイン・DAY!!         | 三井秀樹 | 藤森一真   | 松井仁之   | 大宅光子     | 2月5日          |
| 15 | 姉妹ゲンカはマタにして!!          | 三井秀樹 | 桜井弘明   | 桜井弘明   | 大宅光子     | 2月5日          |
| 16 | ハダカが好きなのよねぇェ♥         | 柳川茂   | 森本晃司   | 森本晃司   | 佐藤好春     | 2月12日         |
| 16 | はらはら!セクハラ!雪合戦!!        | 照井啓司 | 森本晃司   | 森本晃司   | 佐藤好春     | 2月12日         |
| 17 | 珍ちん兵器?マタドリル?!           | 柳川茂   | 佐々木裕之 | 佐々木裕之 | 松本勝次     | 2月19日         |
| 17 | 見栄張りは財布に毒よ!!            | 照井啓司 | 佐々木裕之 | 佐々木裕之 | 松本勝次     | 2月19日         |
| 18 | 頭はピーマン!股に大根!!           | 柳川茂   | 中村主火   | 中村主火   | 沢田正人     | 2月26日         |
| 18 | まかせておネェさんお引越し!!      | 柳川茂   | 中村主火   | 中村主火   | 沢田正人     | 2月26日         |
| 19 | 銭湯は自由なカオリ!!              | 三井秀樹 | 藤森一真   | 松井仁之   | 大宅光子     | 3月5日          |
| 19 | ジュンちゃんの禁じられたA・B・Z!! | 三井秀樹 | 桜井弘明   | 桜井弘明   | 大宅光子     | 3月5日          |
| 20 | 茶道修行でさあどうじゃ?           | 柳川茂   | 藤森一真   | 中村主火   | 半田由利     | 3月12日         |
| 20 | 飲みネェ、食いネェ、んぺと寿司!   | 柳川茂   | 中村主火   | 中村主火   | 松本勝次     | 3月12日         |
| 21 | 花見やりたし、ホーヤレホー!       | 三井秀樹 | 佐々木裕之 | 佐々木裕之 | 松本勝次     | 3月19日         |
| 21 | 必殺!こんなに奥さん好きや投げ!!   | 三井秀樹 | 佐々木裕之 | 佐々木裕之 | 松本勝次     | 3月19日         |
| 22 | んぺと!春・桜・愛の旅立ち!        | 柳川茂   | 桜井弘明   | 桜井弘明   | 大宅光子     | 3月26日         |

### ネット局
| 放送期間                       | 放送時間           | 放送局     | 対象地域   | 備考   |
| ------------------------------ | ------------------ | ---------- | ---------- | ------ |
| 1989年10月16日 - 1990年3月26日 | 月曜 17:30 - 18:00 | フジテレビ | 関東広域圏 | 制作局 |
|                                |                    | 関西テレビ | 近畿広域圏 |        |

| フジテレビ 月曜 17:30 - 18:00 【ティーンズゴールデンタイム】 | フジテレビ 月曜 17:30 - 18:00 【ティーンズゴールデンタイム】 | フジテレビ 月曜 17:30 - 18:00 【ティーンズゴールデンタイム】               |
| 前番組                                                       | 番組名                                                       | 次番組                                                                     |
| ------------------------------------------------------------ | ------------------------------------------------------------ | -------------------------------------------------------------------------- |
| パラダイスGoGo!! ※月曜 - 金曜17:00 - 18:00 ※30分短縮して継続 | がきデカ                                                     | ドラマ再放送枠 ※月曜 - 木曜17:00 - 17:55番組案内 ※月曜 - 木曜17:55 - 18:00 |

## OVA
初版は1989年11月24日に発売。1994年3月11日に再版された。

### スタッフ
- 原作 - 山上たつひこ
- 絵コンテ - 中村孝一郎、逆井春助、佐藤竜雄
- プロデューサー - 池田哲也、岡村雅裕
- 監修 - 小林治
- 脚本 - 浦沢義雄
- キャラクターデザイン、作画監督 - 山田みちしろ
- 美術監督 - 金村勝義
- 撮影監督 - 金子仁
- 音響監督 - 山崎宏
- 原画 - 林桂子、原博文、木村文代、玉川真人、藤森雅也
- 動画 - 関根昌之、矢野篤 他
- 仕上 - スタジオ・ノエル
- 色指定 - 松永葉子
- 背景 - スタジオWHO、スタジオブーカ
- 撮影 - 東京アニメーションフィルム
- 録音 - 内藤幸恵
- 選曲 - 合田豊
- 効果 - 加藤昭二
- 録音助手 - 林毅史
- 音響制作デスク - 村山一臣
- 編集 - 布施由美子、安藤洋子
- 制作担当 - 小林常夫
- 制作進行 - 根岸宏樹
- 現像 - 東京現像所
- 監督 - 中村孝一郎、佐藤竜雄

- 制作・発売元 - 大映映像株式会社
- 販売元 - 大映株式会社映像事業部
- 品番 - SIH-1001

再版
- 発売元 - 大映株式会社
- 販売元 - 株式会社徳間ジャパンコミュニケーションズ
- 品番 - HTH-1175

## 中春こまわり君

### 概要
秋田書店『週刊少年チャンピオン』連載の『がきデカ』の“その後”を描いた漫画。随所に昭和のノリを感じさせる懐かしギャグを織り交ぜつつも、社会人や老境となった登場人物たちの、生活面、健康面、金銭での悲哀を滲ませたサラリーマン漫画の側面がある。本作の発表期間（2004年～2009年）に合わせてキャラクターが5歳加齢するリアリズムも、万年小学生キャラで通した『がきデカ』と大きく異なる。
大人向け漫画雑誌の『ビッグコミック』2004年1号、2号にわたって、こまわりと夫婦喧嘩の末に別居していた妻・圭子が家に戻ってくるエピソード『妻の帰還』を発表。その2年後の2006年9号～11号に、小学校時代の幼馴染・木ノ内ジュンの受難劇を描いた『ジュン』前編・中編・後編の3話を掲載。2008年3号以降は不定期ながら連載形式となり、2009年の完結後にビッグコミックスレーベルから全2巻の単行本が発売。2016年には電子書籍化を果たしている。

### 登場人物
山田 こまわり（やまだ こまわり）
金冠生生（きんかんなまなま）電器営業部に勤務する、妻子持ちの中年男性。38歳（連載後半は43歳）。作中時間より7年前に同僚の美女・圭子と結婚。奇行は相変わらずだが、基本的には常識を弁えた社会人。子供の頃は傍若無人でパワフルだったが、現在は寄る年波に勝てず、痛風を患うなど体中にガタが来ており、上司の理不尽な命令に従う悲哀を味わう日々を過ごしている。悲惨な生活を送っていた幼馴染のジュンに関わったり、他所の男女の痴情のもつれに多く巻き込まれる。
山田 圭子（やまだ けいこ）
こまわりの3歳年下の妻。夫の子供時代を忌み嫌っていたが、現在は若干理解している。息子の教育方針を巡る口論で一度は実家に帰るものの、夫を避けているわけではない。自ら寝室に誘ってのセックスで、（火山の噴火で描写されるような）凄まじい爆発力の射精を受け入れる程度には、夫婦関係は良好。ただし姑に嫌われているため、夫の両親との同居には難色を示している。
山田 登（やまだ のぼる）
こまわりの息子。7歳（連載後半は12歳）。母親似で、将来は僧侶になろうと考えている。若干老け顔だが今時の若者で、付き合っている女子もいるらしい。
西城 良夫（さいじょう よしお）
こまわりの会社の同僚にして、腹を割って話せる子供時代からの幼馴染。子供の頃は明朗快活な美少年だったが、現在は仕事に追われる枯れた中年男である。小学生時代のガールフレンド、モモ子と結婚して一男一女の父親になっている。
西城 モモ子（さいじょう モモこ）
旧姓・木ノ内。良夫の妻で二児の母。夫同様、こまわりの幼馴染で、家族同士の付き合いがある。子供の頃は早熟で過激な面もあったが、現在は落ち着いた平凡な主婦である。妻に家出されたこまわりに対し、しばらく息子を家で預かる提案をする親身なところがある。
木ノ内 ジュン（きのうち ジュン）
モモ子の妹。「南極タクシー」に勤務してタクシー運転手をしていたが、乗客を放置して逃げる奇行により解雇された。二度結婚に失敗し、底辺の生活を送る。最初の夫・伊藤園介三郎（いとうえん かいさぶろう）はすでに再婚して別の家庭を築いている。二度目の夫・業原幸雄（ごうはら ゆきお）は浮気症のロクデナシで、こまわり達を巻き込んだ殺人未遂事件を犯して服役した。
福島（ふくしま）
こまわりの幼馴染。商店街で鮮魚店「福島」を営む。一男一女の父。顔を見せるたびに売り物の魚や貝を盗もうとするこまわりに手を焼く。
あべ 美智子（あべ みちこ）
こまわりの子供時代の担任。こまわりが痛風の診察のために訪れた病院で30年ぶりに再会する。酒に溺れて肝臓を患い、すさんだ生活を送っていたため、かつての面影は微塵も無くなっていた。こまわりたちの母校である逆向小学校に、まだ勤務しているらしい。昔の恋人・清治（せいじ）とは大分前に離婚している。
栃の光（とちのひかり）
こまわりの行きつけの割烹店「日本料理 狛」の店主。認知症の祖父・栃の嵐（とちのあらし）を介護している。人間の妻・夏代（なつよ）との間にハーフの息子・浩（ひろし）がいる。
鶴屋 亀吉（つるや かめきち）
こまわりの幼馴染。こまわりと美智子の会話の中で名前が挙がるが、本人は本編に登場しない。
山田 常雄（やまだ つねお）
こまわりの父。69歳。定年退職し、暇な老後を送っている。こまわりからは小学生時代と同じく「とーちゃん」と呼ばれている。
山田 としえ（やまだ としえ）
こまわりの母。65歳。こまわりの結婚相手を「険のある冷たい嫁」と評しており、圭子のことを嫌っている。
木ノ内 道代（きのうち みちよ）
モモ子とジュンの母親。『がきデカ』時代と同じく洋裁店を営んでいる。結婚に失敗したジュンを気遣うこまわりや西城に感謝しながらも、駄目な男に引っかかった娘にはもう構わないで欲しいとジュンを突き放しているが、内心は哀れに思っている。
六高寺 吉次郎（ろっこうじ きちじろう）
圭子の父。山上の別作品『光る風』の主人公・弦（げん）の父親に容貌も行動も酷似しており、それを意識したギャグを頻繁に口にする。自宅の仏壇に『光る風』の弦と光高（みつたか）の遺影がある。
六高寺 直久（ろっこうじ なおひさ）
吉次郎の息子にして、こまわりの妻・圭子の弟。27歳の既婚者。「おろちビール」商品開発研究所勤務。姉と義理の兄の夫婦関係は良好だと評価している。

### 書誌情報
BIG CIMICS SPECIAL（小学館）
1. 2009年2月4日初版発行 ISBN 978-4-09-182456-1
2. 2010年5月3日初版発行 ISBN 978-4-09-183229-0

## パチンコ
1998年に「CRがきデカ」、2006年に「新CRがきデカ」が、それぞれサンセイアールアンドディから発売された。
「新CRがきデカ」ではこまわり君へ女性声優を充てており、確変大当り時にはアニメの主題歌が流れる。また、サンセイクラシックコレクションでは三ツ矢雄二が登板し（他のキャストは当機独自の声優が起用された）、三ツ矢による新録の主題歌も流れる。

## ボードゲーム
1978年よりエポック社から発売されたボードゲームシリーズ「まんがゲーム」の第15弾として、「山上たつひこのがきデカゲーム」が発売された。
元々このシリーズは漫画家製作によるオリジナルだったが、1つ前の第14弾「楳図かずおのまことちゃんゲーム」から人気漫画をモチーフにしたゲームを平行発売していた。

## パロディ
- 『大都会 PARTII』第37話「銀行ギャング徳吉」で子どもを人質に取られ、犯人(演：平泉成)の命令で自身が勤める城西署の給料を強奪する事となった徳吉刑事(演：松田優作)が運搬する城西署の警察官に銃を突きつけ、「モタモタすんな、ガキ。ガキ！ガキ！ガキ！ヘタな真似すんなよ。この野郎。がきデカみてえなツラしやがって、テメエ」と発言する場面がある。
- 手塚治虫著『ブラック・ジャック』第18巻第167話「おとうと」で大企業の凸凹印刷の社長である横山英三がブラックジャックに一年間、わしの息子になってほしいと要求する。事情を知ったブラックジャックだが「息子のフリをする練習もいるしね。それに顔だっておまえさんのようにがきデカみたいに似せなきゃならない。こんなのは」と顔を膨らませるブラックジャックに対し、英三が「いうにことかいてがきデカとはなんだ」と憤慨する場面がある。
第19巻第176話「霧」で谷川岳一ノ倉沢へ若い娘・美江を助けに来たブラック・ジャック。持病が原因で自殺を図った美江だが、ブラック・ジャックの献身の治療によって命をとりとめる。栄養をつけさせるためにそこらの雑草を煮て拒絶する彼女にむりやり飲ませると「あたしの手足がしびれてるからって…あたしをオモチャにしないで!!」と言う美江に「オモチャにする気ならもっとがきデカみたいにやってるさ。アフリカ象はきらいっ！」とブラック・ジャックがガキでかのポーズを真似する場面が描かれている。
第177話「失われた青春」で石油王ゼット・リングが失われた青春を取り戻すためにブラック・ジャックに顔姿を変えて全く別人になる手術を依頼する。手術後の顔を整形したゼット・リングの顔を鏡で見せながら「アラン・ドロンと郷ひろみと加山雄三と山上たつひこの顔をモデルにさせてもらった」とブラック・ジャックが言うと「ウム…気に入った!!ブラック・ジャック先生、あんたはまったく神わざだ。魔法使いといってもおかしかないね。なんだかこう姿が若返ると気分までウキウキするぞ」と言ったゼット・リングの顔ががきデカの顔になっており、「チクショー、まえよりわるくなった」とギャグを言う場面が描かれている。
- 手塚治虫著『ドン・ドラキュラ』第3巻第2話「なぜかいまドラキュラ」で成田空港に不時着した貨物機から逃げたパンダの子と虎の子を探しに大勢の猟師がドラキュラ邸の外でうろついていると聞いたドン・ドラキュラが「八丈島のキョンか？」とこまわり君の顔をしながら娘・ショコラに尋ねる描写がある。またTVアニメ版では第7話『同じ命だパンダも虎も』（キー局未放映エピソード）としてアニメ化されているがこのような描写はない。
- コンタロウ著『1・2のアッホ!!』「(秘)秘老衰尼！の巻」ですぐに影響されやすい子どもたちを見て、侮っていた波目と金子だが自分たちの方がずっと影響されやすいと自覚して反省しているところに「いや…もっと影響されやすい人たちがいるよ。…ネタは古いけど…」と波目が言った先に主人公のカントクと定岡が「死刑！」のポーズを取る場面がある。
- 藤子・F・不二雄著『ドラえもん』てんとう虫コミックス第13巻「悪魔のパスポート」でママにお小遣いの前借りを要求するのび太が「『ベルデカ』[38]は、ものすごい人気まんがなんだよ。三日のうちに売りきれちゃうよっ」と涙ながらに訴える場面が描かれている。その後、のび太はドラえもんのひみつ道具「悪魔のパスポート」を使い、本屋で堂々と万引きした『ベルデカ』を読もうとするが、良心の呵責に耐えかねて本屋に料金を支払うという展開になる。
- 大場つぐみ・小畑健著『DEATH NOTE』11巻、page92「夜」で主人公の夜神月(やがみ らいと)と大学時代の同級生であるNHNの人気アナウンサー・高田清美が付き合っている噂に嫉妬する人気トップ・アイドルの弥海砂(あまね みさ)が高田と会食してライトとの婚約発表を予定していることを明かして高田を挑発するも高田が冷静に応対しているのを見て、自分をキラに殺させようとしているのでは思い、「いつかキラは必ず捕まる…。捕まれば、あなたもただじゃすまないわよ………」「きっとあなたも――」「死刑」とミサがこまわり君のポーズで答える場面がある。
- 本作連載中の1975 - 1976年に放送されたアニメ『タイムボカン』で、2度パロディが行われている。1回目は第11話「インカの宝見つけたペッチャ」で、冒頭、丹平たちが訪れた美術館に、「死刑！」のポーズをした彫刻が展示されていた。2回目は第17話「ドロロン！五右衛門だペッチャ」で、伏見桃山城の庭番役として、こまわり君に似たキャラが登場し、聚楽第に押し入った丹平・マージョ・ゴエモン君（二代目石川五右衛門）を釜ゆでにする時、「秀吉様の城に踏み入った者は、釜ゆでの刑で…死刑！」と、例のポーズをつけて叫んでいた。
- あすなひろし著『青い空を、白い雲がかけてった』の「八月のツトム」にこまわり君が登場する。山上はあすなの元でアシスタントをしていた。
- 萩尾望都の1976年の漫画『赤ッ毛のいとこ』[39]にも、局部を足で隠したこまわり君が登場、笑顔で「あふりかぞうが好きっ」と叫んでいる。この後、彼女の作品『百億の昼と千億の夜』がチャンピオンに連載されていた時期でもあったことから、山上はそのヒロイン・阿修羅王の変装をこまわり君にさせ、「萩尾望都のファンが見たらひきつけおこすぞ」と突っ込ませている。

## その他
- 現在復刻されている単行本では、「トルコ」（という台詞）が「ソープ」に、あべ先生が下着を着用したままシャワーを浴びるなど、様々な修正が加えられている。
- 『週刊少年チャンピオン』連載当時、CMキャラクターに起用され、何度かアニメ化されたことがある。スピーカーの大きさを売りにしたモノラルラジカセ（松下電器産業「MAC-18（RQ-548）」）のCMで、こまわり君が「男は18センチ!」（声・大竹宏）と叫ぶもの（放送開始直後に「マックは18センチ!」に変更された）や、「ピタンキー」という菓子のCMで「ピッタピタされたら気持ちええじゃろがっ!」と叫ぶものがあった。
- 1977年にはでん六から、こまわり君を鬼にした「がきデカ鬼の面」プレゼントが行われた。同社の「鬼の面」は1972年以来、赤塚不二夫（赤塚死去後はフジオプロ）が担当しているが、この時だけは赤塚が担当せず、本作が流用されたが、理由は語られていない。
- アニメ版が放送される以前、同作品が連載中の1978年に、TBSラジオ「夜はともだち」内「ラジオ劇画」にてラジオドラマ化されている。当時、同コーナーではチャンピオン連載作品が次々とラジオドラマされていた。
- この頃の『週刊少年チャンピオン』連載作には単行本へ収録されないものが多く（『マカロニほうれん荘』や『ブラック・ジャック』などが有名）、本作にも未収録作が存在したが『月刊少年チャンピオン』の連続読み切り『たつひこスーパーフィクション』が単行本になった際、巻末へ『こまわり君』の題名で追加収録された。
- 週刊少年チャンピオンの元編集長・大塚公平が著した『漫曲グラフィティ あるコミック編集者の回想』（彩流社 2021年）の表紙は、こまわり君をモチーフとしたデザインである。

## 関連番組・書籍
- いきなり最終回 PART4（1992年 JICC出版局） - 「がきデカ ファイナル」の最終回が掲載。山上のコメントもあり。
- BSマンガ夜話「がきデカ」（2000年3月6日 NHK BS2） - ゲストは濱田マリと呉智英。